# Свети Јуриј об Шчавници
Свети Јуриј об Шчавници (словен. Sveti Jurij ob Ščavnici) је насеље и управно средиште истоимене општине Свети Јуриј об Шчавници, која припада Помурској регији у Републици Словенији.
До територијалне реорганизације у Словенији налазио се у саставу старе општине Горња Радгона. До 1997. године носио је назив Видем и Видем об Шчавници.
По попису становништва из 2011. године насеље Свети Јуриј об Шчавници имало је 206 становника.